# 德莉比娣絲

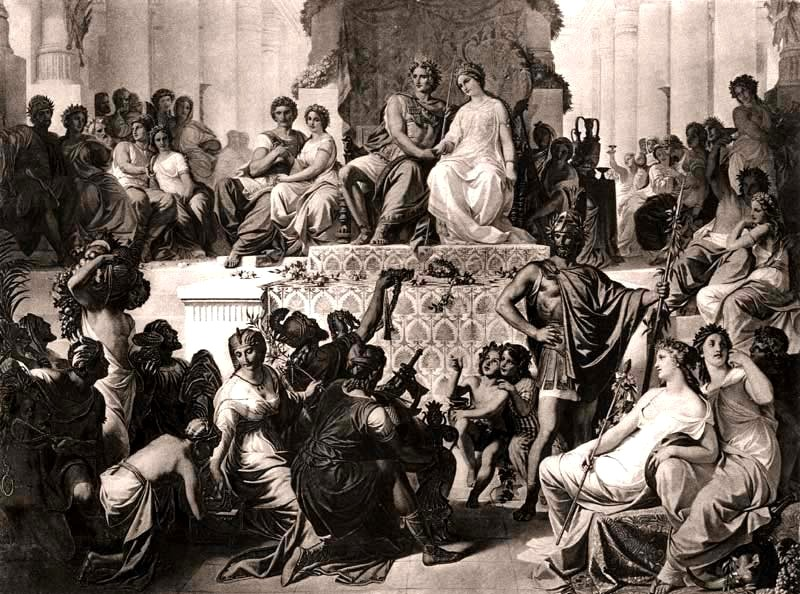
在蘇薩婚禮中，亞歷山大大帝把德莉比娣絲許配給好友赫費斯提翁，自己娶了德莉比娣絲的姊姊斯妲特拉二世。

德莉比娣絲（?—前323年），波斯阿契美尼德王朝的公主，之後在前324年的蘇薩集體婚禮中嫁給亞歷山大大帝的好友赫費斯提翁。
德莉比娣絲約在前350年到前345年間出生，她是大流士三世和斯妲特拉一世的小女兒。當她父親開始對抗马其顿帝国亞歷山大三世入侵時，她和母親、姊姊斯妲特拉二世、祖母西緒甘碧絲隨軍行動。在前333年伊蘇斯戰役中，大流士三世戰敗逃走，但家人被马其顿帝国的将军帕曼纽的士兵俘虜，然而亞歷山大親自接見她們，並承諾會替德莉比娣絲姊妹準備嫁妝，亞歷山大之後依然高規格對待她們。
儘管大流士三世多次想贖回他的家人，但亞歷山大依然帶著她們直到前331年為止，在那時德莉比娣絲和他姊姊被送到蘇薩去學習希臘語.。在前324年亞歷山大東征印度歸來，亞歷山大在蘇薩舉行大型集體婚禮，其中亞歷山大娶了斯妲特拉二世，並把德莉比娣絲給了亞歷山大最好的朋友赫費斯提翁。但赫費斯提翁隨即在米底病逝，德莉比娣絲因此做了寡婦。
許多歷史學者都依普魯塔克的記載，認為當亞歷山大於前323年在巴比倫逝世後，他的第一任妻子羅克珊娜命人殺了斯妲特拉二世和德莉比娣絲。但其他一些學者如Elizabeth Donnelly Carney認為德莉比娣絲應該不是羅克珊娜所殺，畢竟德莉比娣絲既不是亞歷山大的妻子，也沒懷有亞歷山大的小孩。對羅克珊娜而言，德莉比娣絲較沒甚麼威脅。相對來說，羅克珊娜倒是可能會殺了帕瑞薩娣絲二世，因為她可能也是亞歷山大的妻子之一。

## 腳注
1. 1 2 3 4 5  Heckel (2006), p. 116.
2. 1 2 3  Carney (2000), p. 110.
3. 1 2  Carney (2000), p. 111.